# 삼정동산성
삼정동산성(三丁洞山城)은 대전광역시 동구 판암동 해발 240m의 산꼭대기를 빙둘러 쌓은 삼국시대의 산성이다. 1990년 5월 28일 대전광역시의 기념물 제17호로 지정되었다.

## 개요
해발 240m의 산 정상에 테를 두르듯 돌을 쌓아 만든 백제시대 성이다. 성의 평면 모양은, 남북으로 긴 타원형을 이루고 있으며, 둘레가 약 350m인 작은 성이다. 성벽은 대부분 허물어져 원래의 모습을 추정하기 어렵고, 남벽 일부에 안팎으로 돌을 쌓은 흔적이 남아 있다. 산 능선이 지나는 동북쪽과 서남쪽의 성벽에 있는 네모난 돌출부는 성의 취약지점에 설치되는 치성으로 보이며, 서벽에 가까운 산 정상부에 건물터로 보이는 평탄한 곳이 있다. 성안에서는 백제시대의 것으로 보이는 토기조각이 출토되기도 한다. 산성에서 남동쪽으로 50m 거리에 돌로 쌓아 만든 원형 평면의 시설이 있는데 봉수대로 추정된다. 옥천쪽으로 통하는 길목을 지키기 위하여 쌓은 것으로 추정된다.

## 같이 보기
- 판암동

## 참고 자료
- 삼정동산성 - 국가유산청 국가유산포털